# Machinezetter

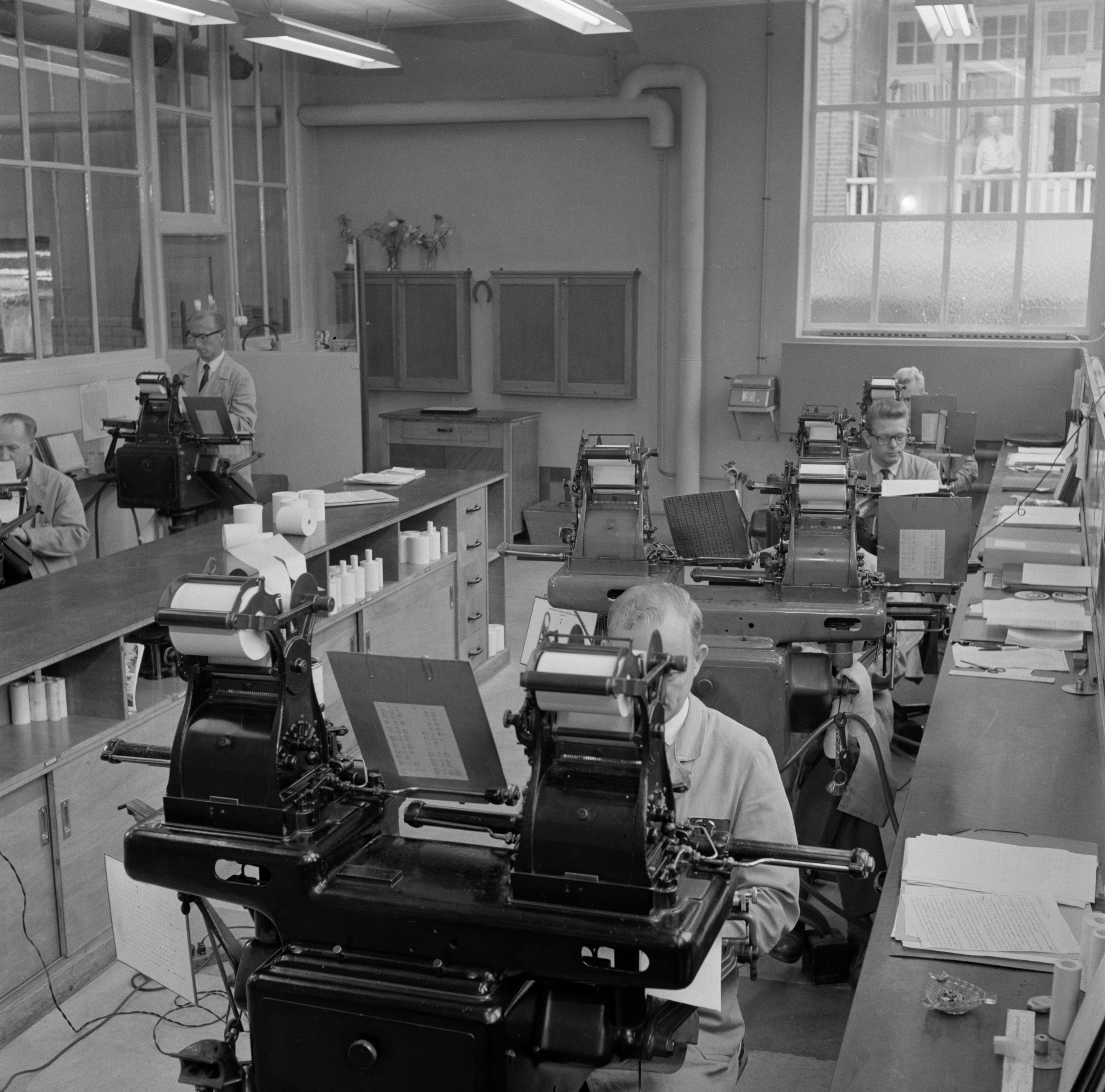
Zetterij met zetmachines in 1965

Een machinezetter is een persoon die te drukken tekst vervaardigt op een zetmachine. Door toetsen op een toetsenbord aan te slaan wordt tekst gezet. Daarna worden de loden machineletters gegoten. Het resultaat wordt machinezetsel genoemd.
Er zijn twee soorten machinezetsel: regels die bestaan uit een strip lood (zie Linotype) en regels die bestaan uit losse letters (zie Monotype).
Door de opkomst van de tekstverwerker en de computer is het machinezetten een uitgestorven ambacht.